# Carceri d'invenzione

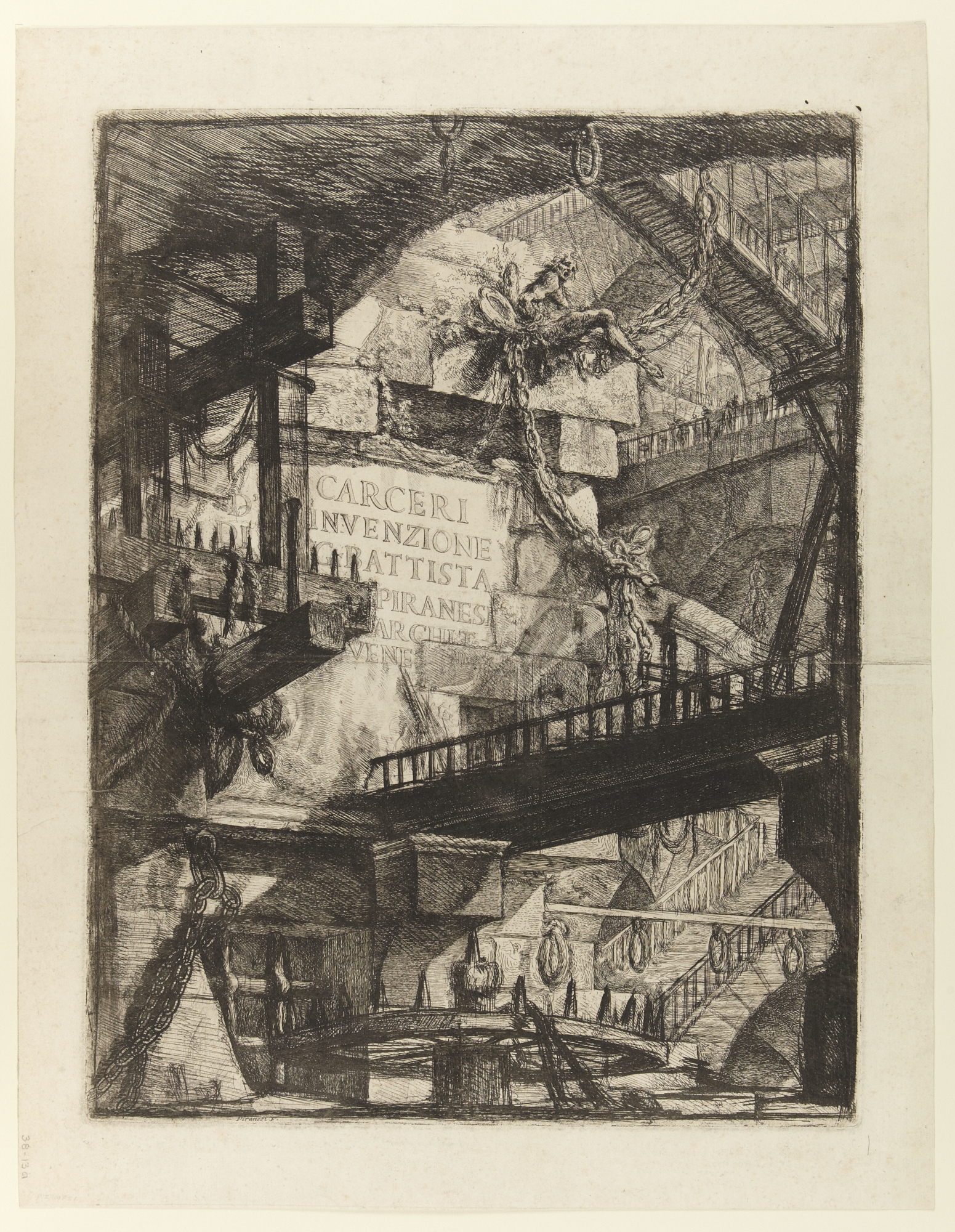
Carceri d'Invenzione (ca 1760), titelbladet

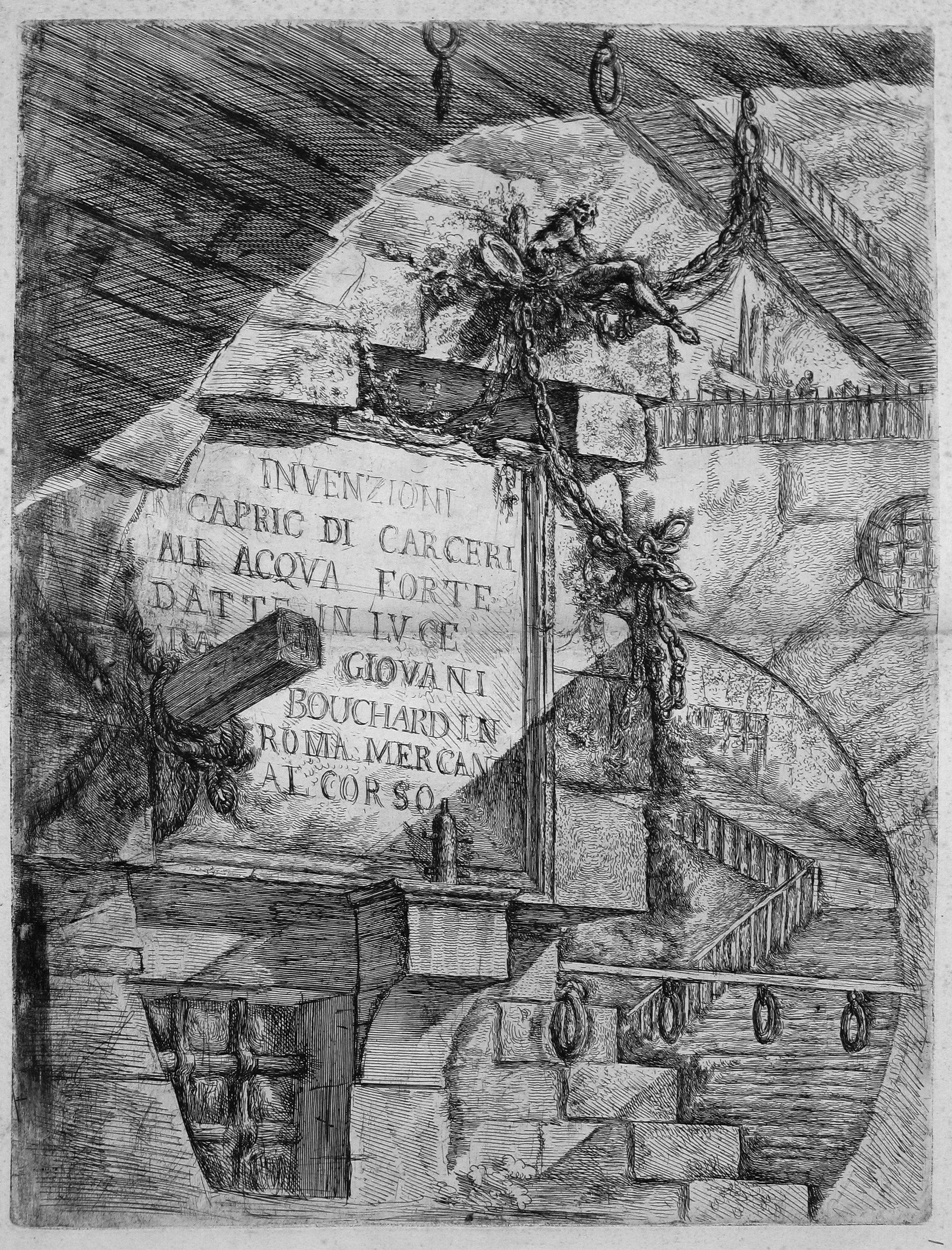
Invenzioni capric di Carceri (ca 1750), titelbladet.

Carceri d'invenzione, ungefär "fängelsefantasier" eller "imaginära fängelser" på italienska, är en serie etsningar utförda cirka 1760 av den italienske konstnären, arkitekten och arkeologen Giovanni Battista Piranesi. De sexton bladen visar väldiga underjordiska kammare med pelare, valv, broar och trappor. Bilderna förmedlar en osäker och hotfull stämning.

## Giovanni Battista Piranesi
Giovanni Battista Piranesi (1720-1778) föddes i Mogliano nära Venedig. Fadern var stenhuggare och byggledare. Moderns bror var arkitekt. Piranesi gick i lära hos en arkitekt och umgicks i kretsar som var intresserade av arkitekturteori och arkeologi. Hans bror, som var kartusianermunk, undervisade honom i romersk historia. Han lärde sig etsning och perspektivlära hos en grafiker och studerade teaterscenografi.
1740 kom Piranesi till Rom och blev kvar i staden till sin död 1778 med undantag för ett par år vid mitten av 1740-talet då han åter vistades i Venedig. Enligt en obekräftad tradition drabbades han då av malaria och feberdrömmar. I Rom var han en tid grafisk medarbetare på ett tryckeri som specialiserat sig att ge ut vyer från Rom. Piranesi fascinerades av stadens antika monument. Han gjorde noggranna uppmätningar av ruiner och framställde mängder av topografiska tryck som framhävde den romerska arkitekturens majestät.

## Carceri d’invenzioni

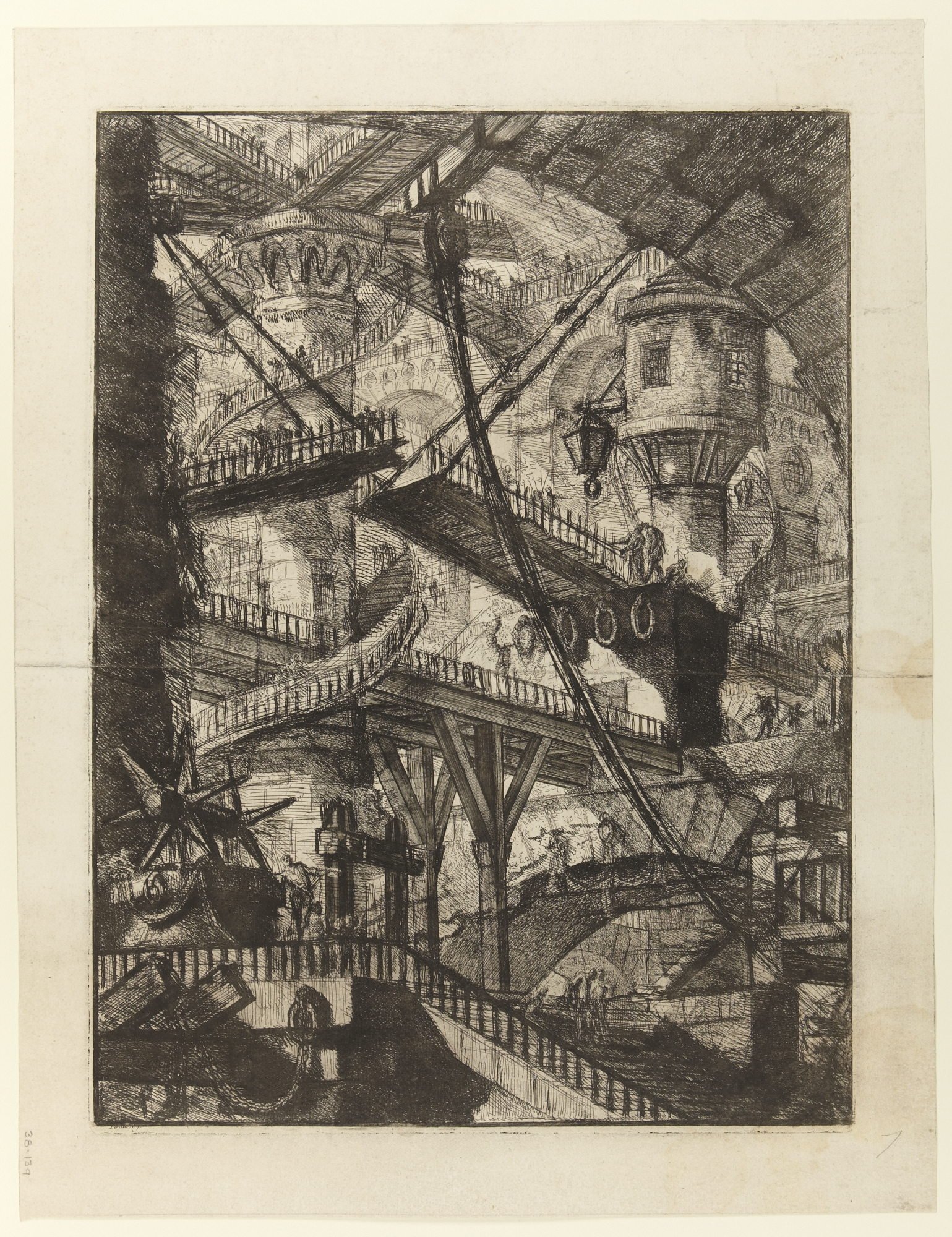
VI
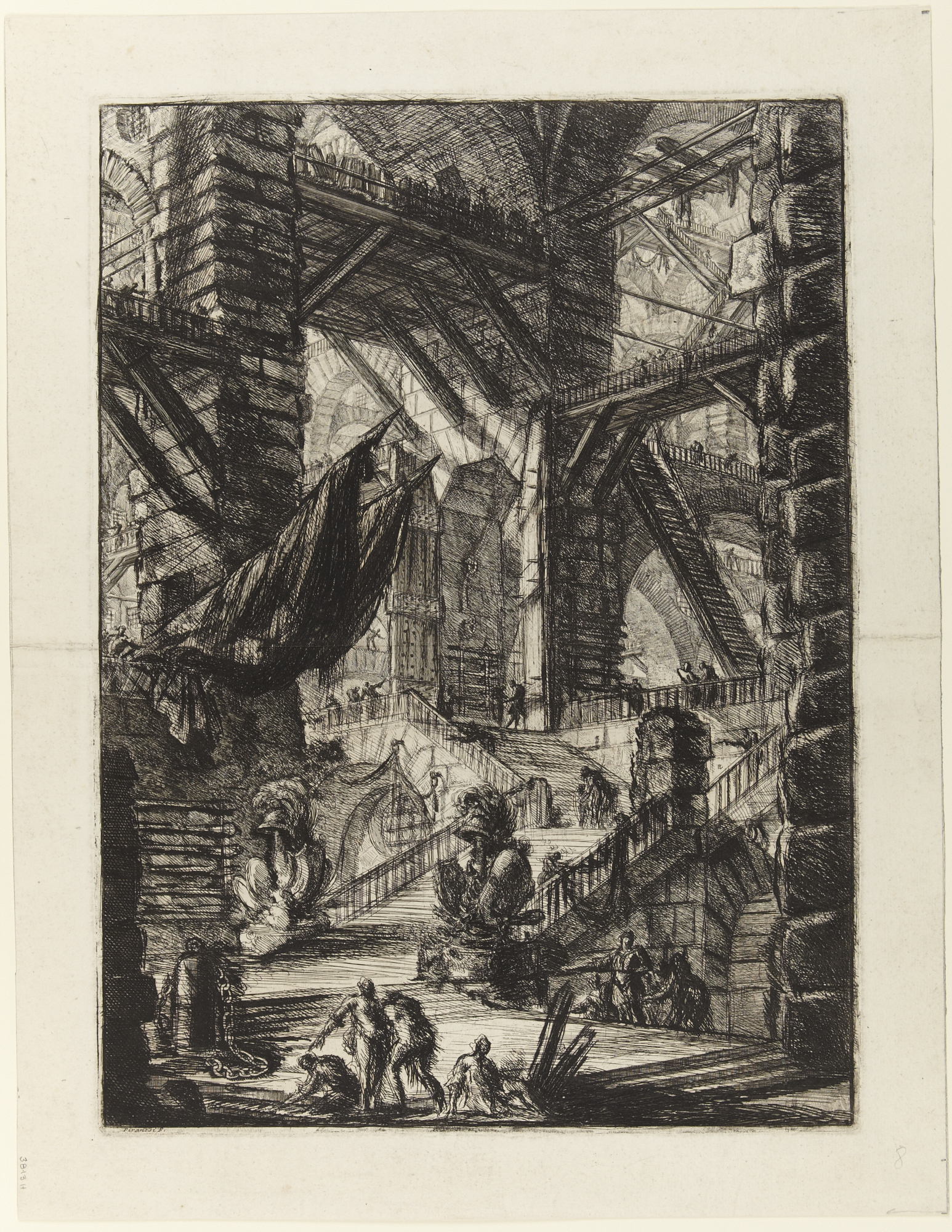
VIII
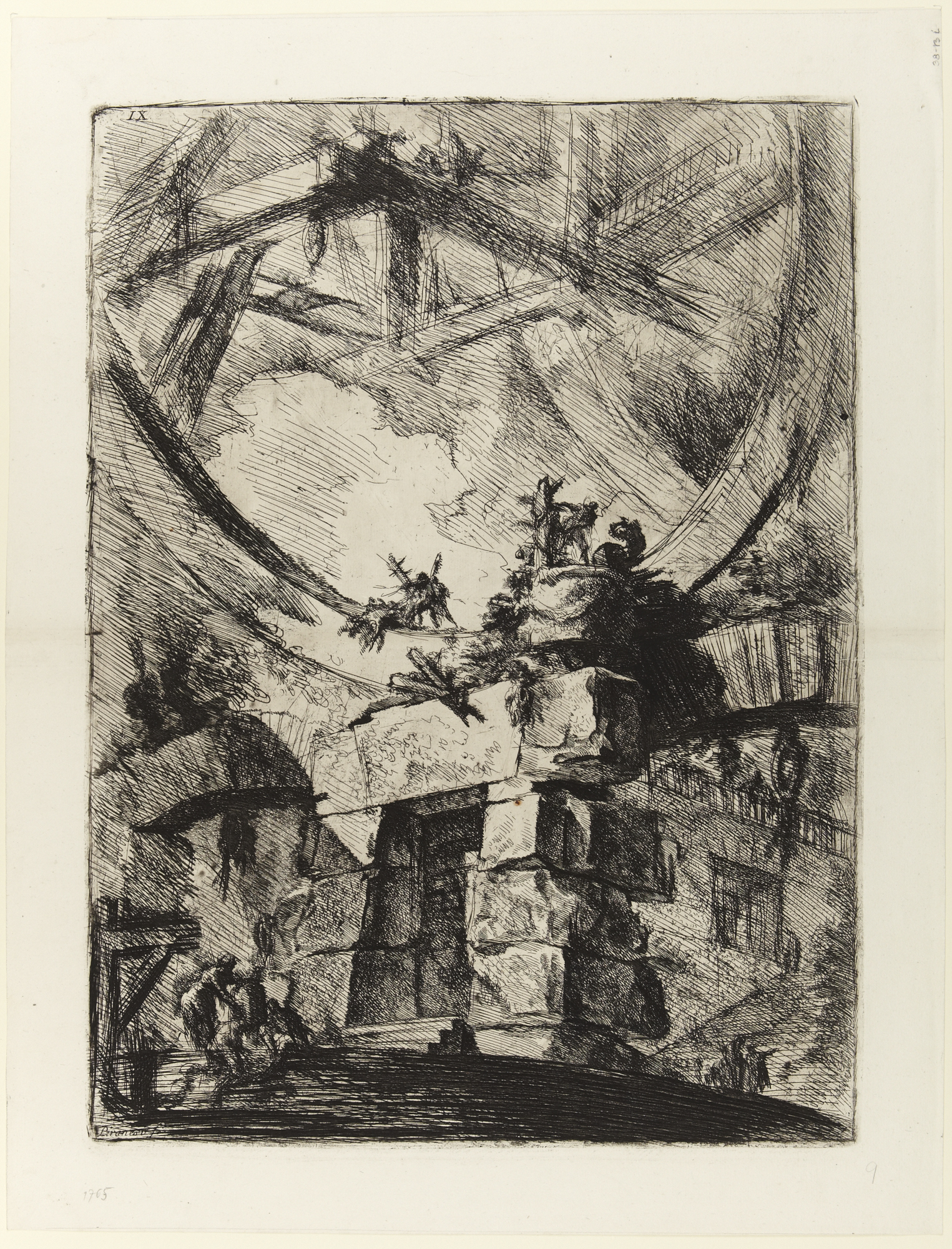
IX
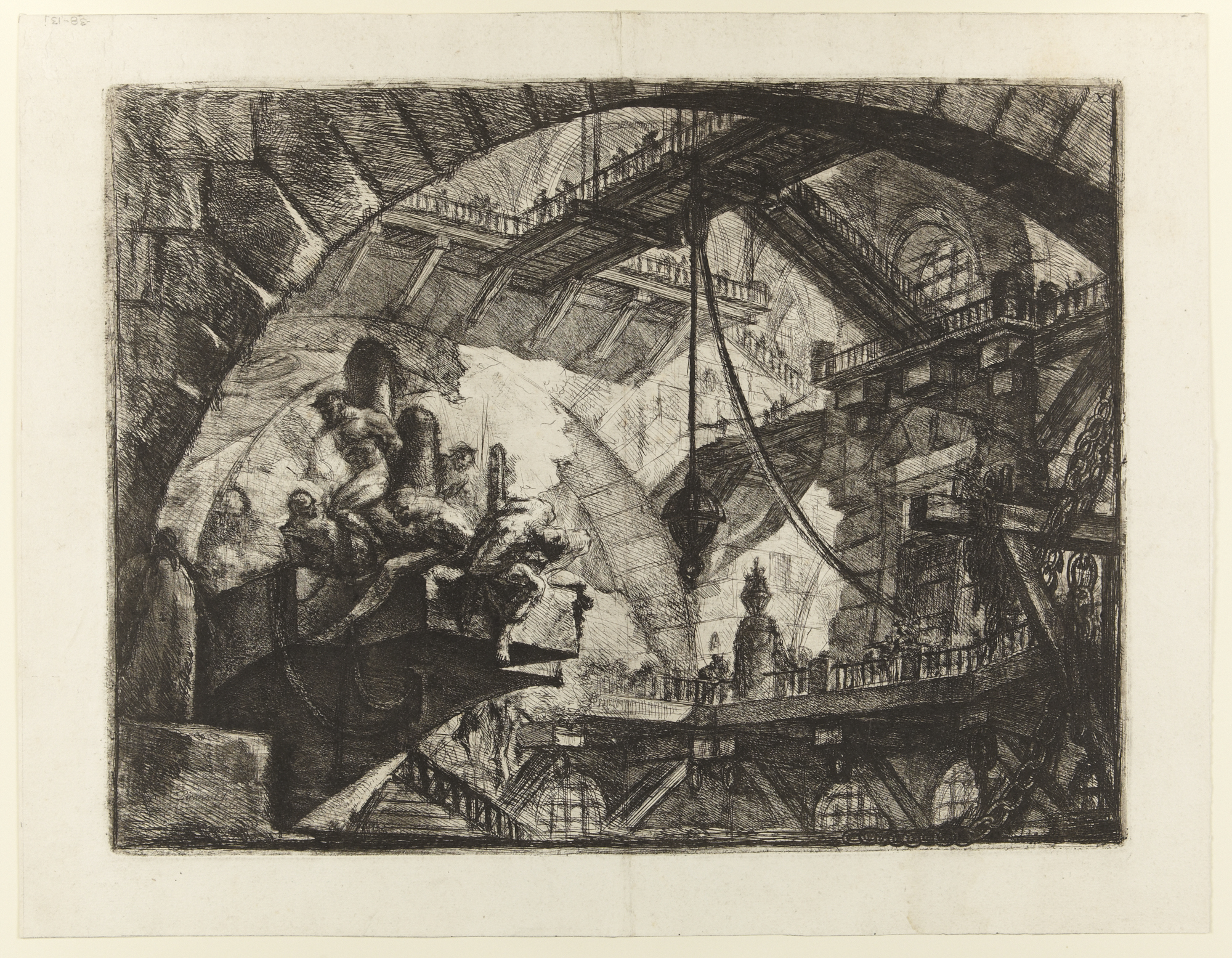
X
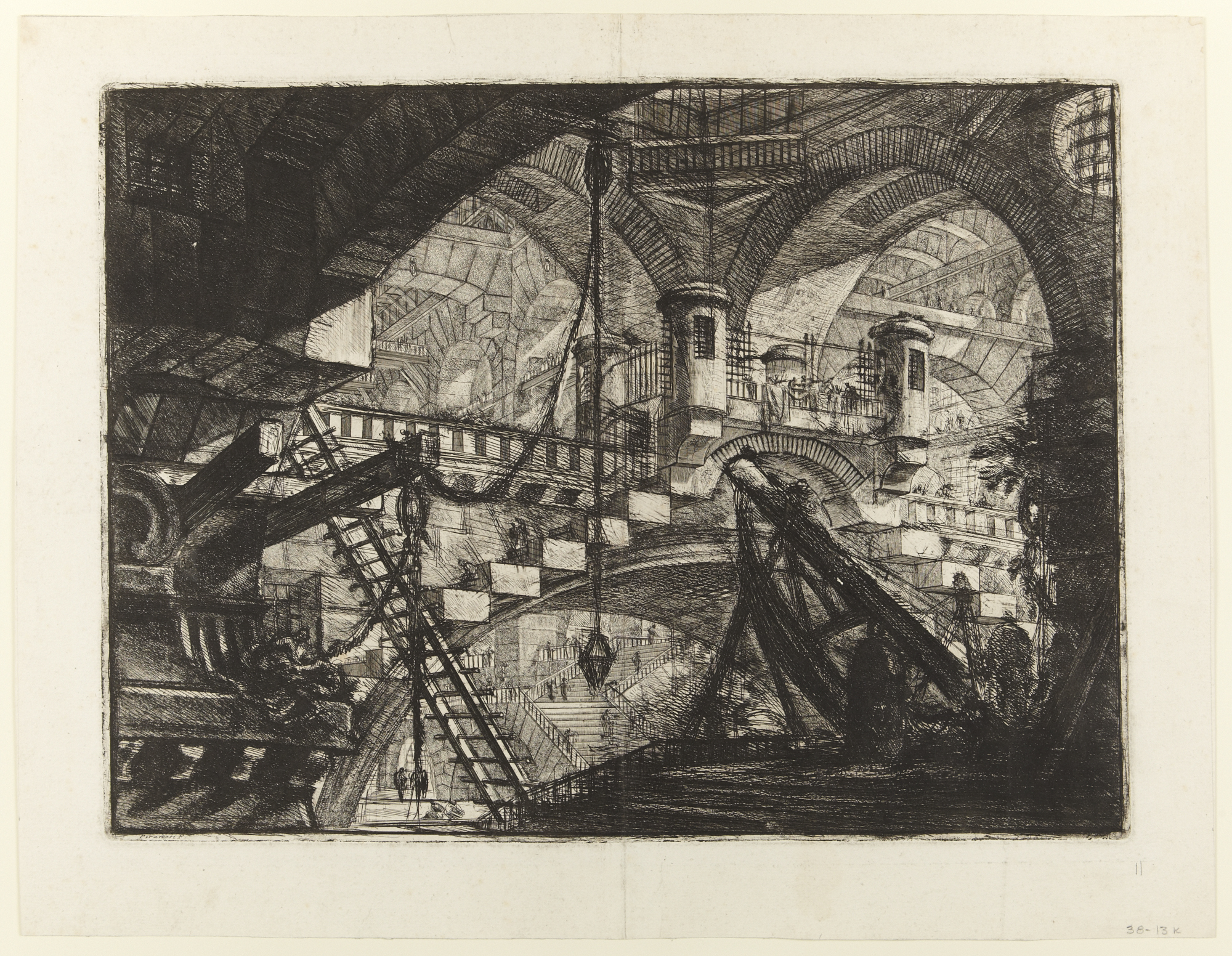
XI

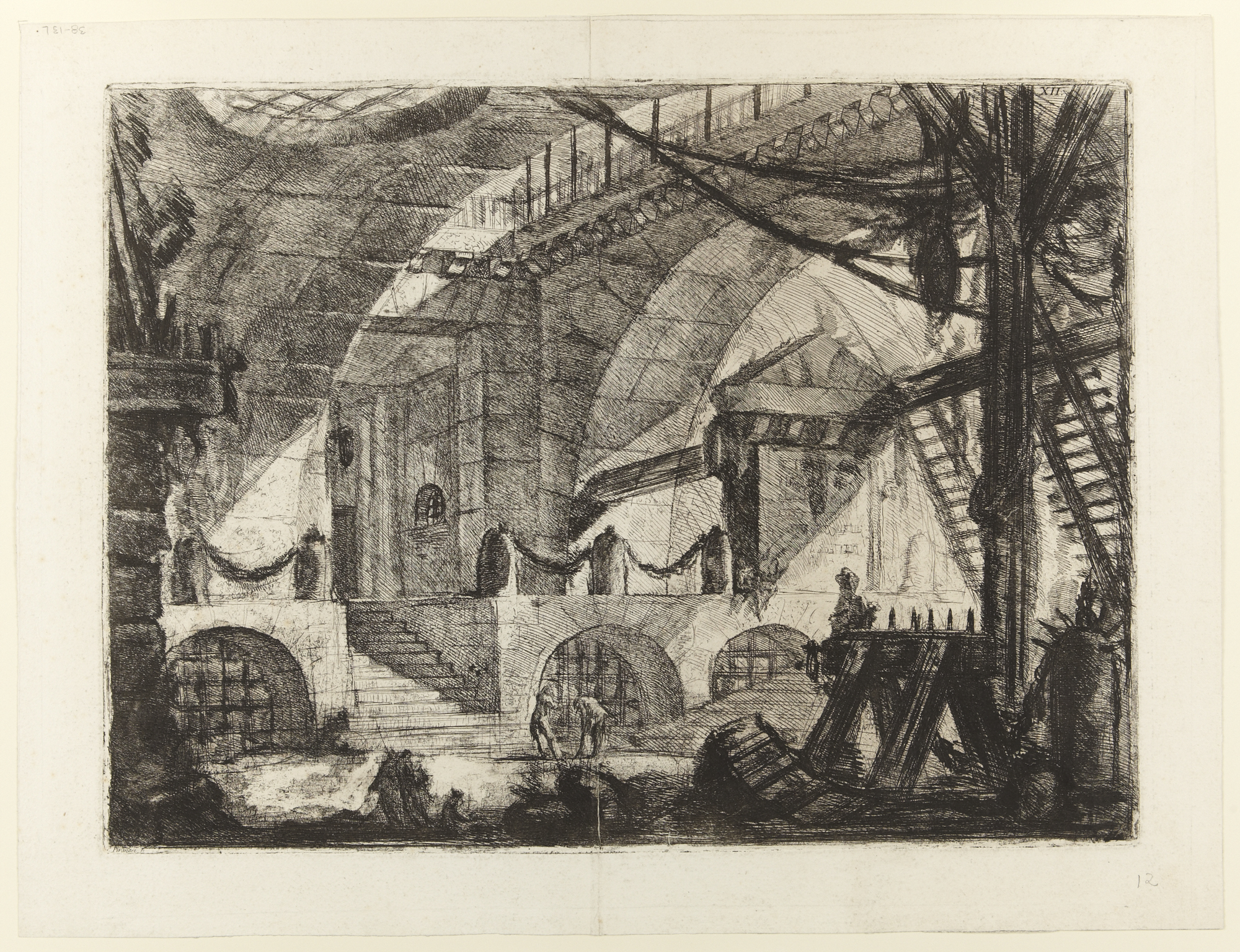
XII
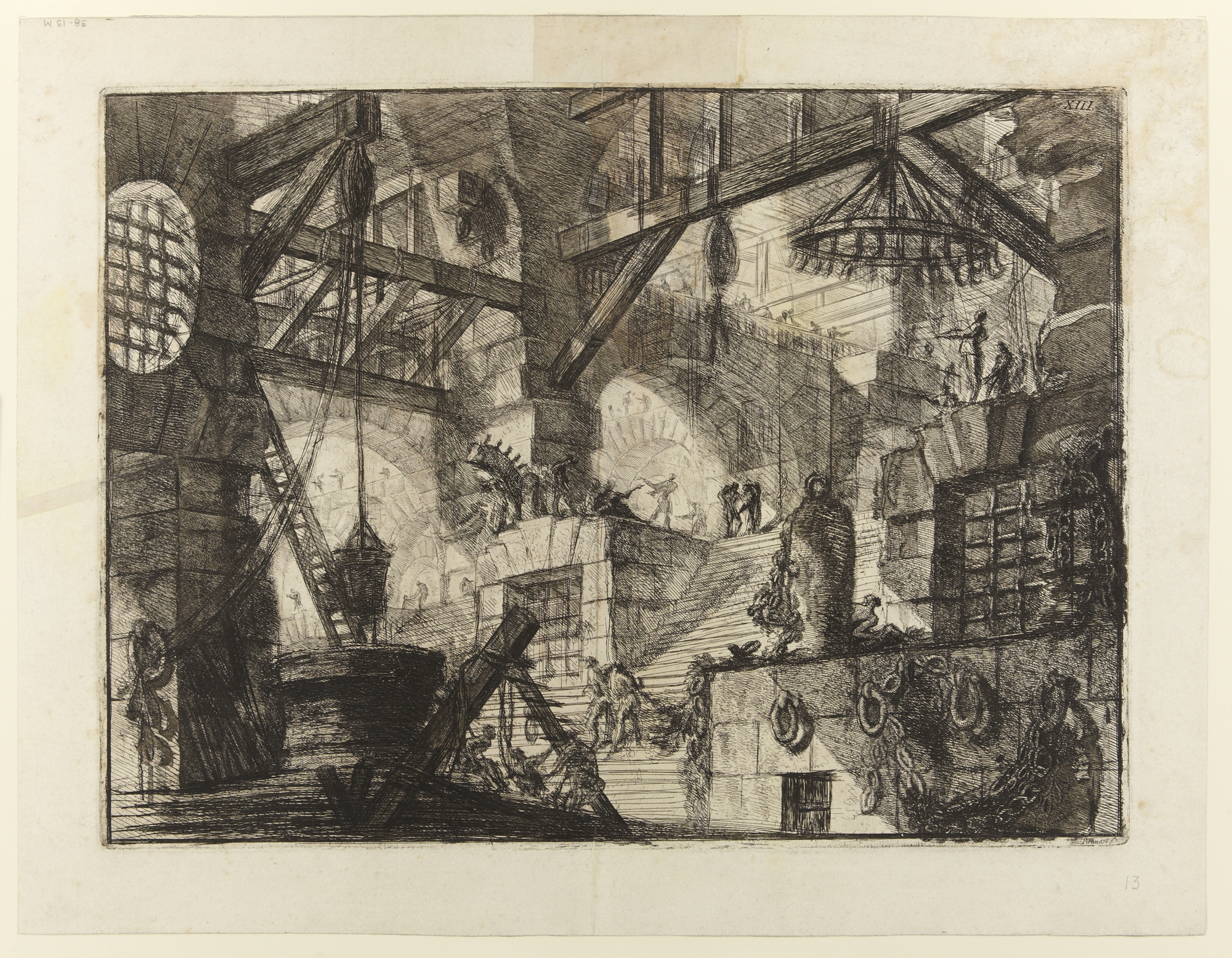
XIII
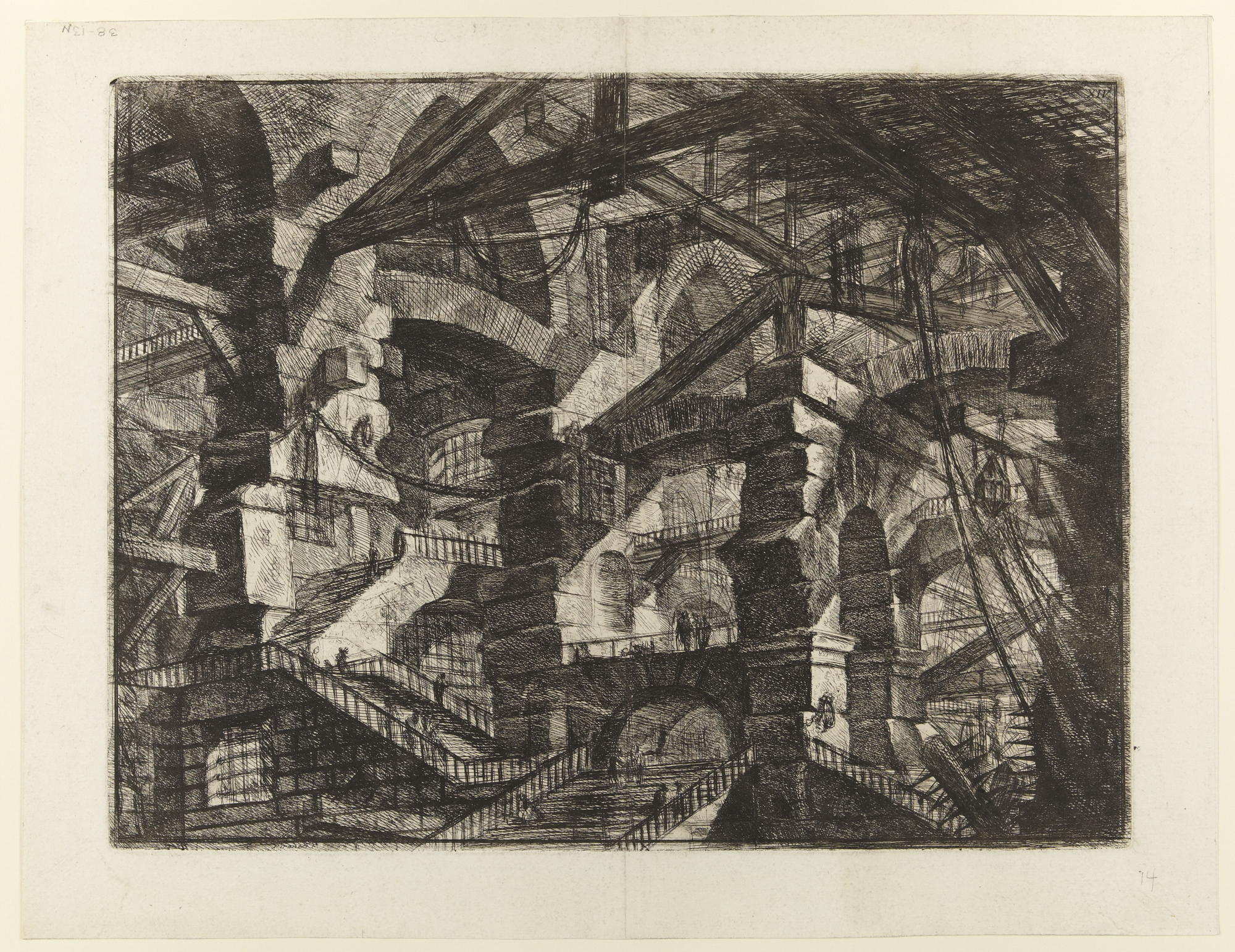
XIV
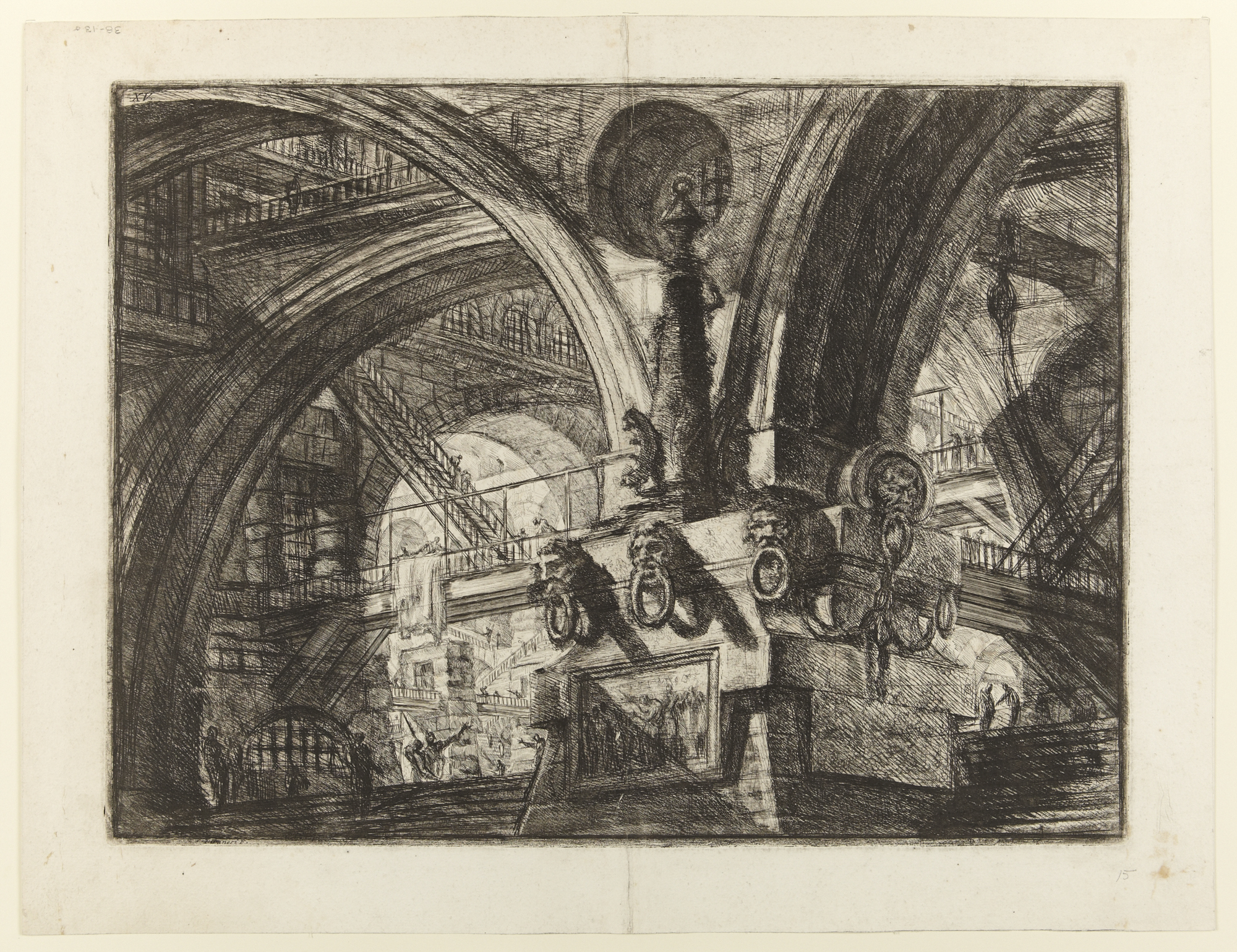
XV
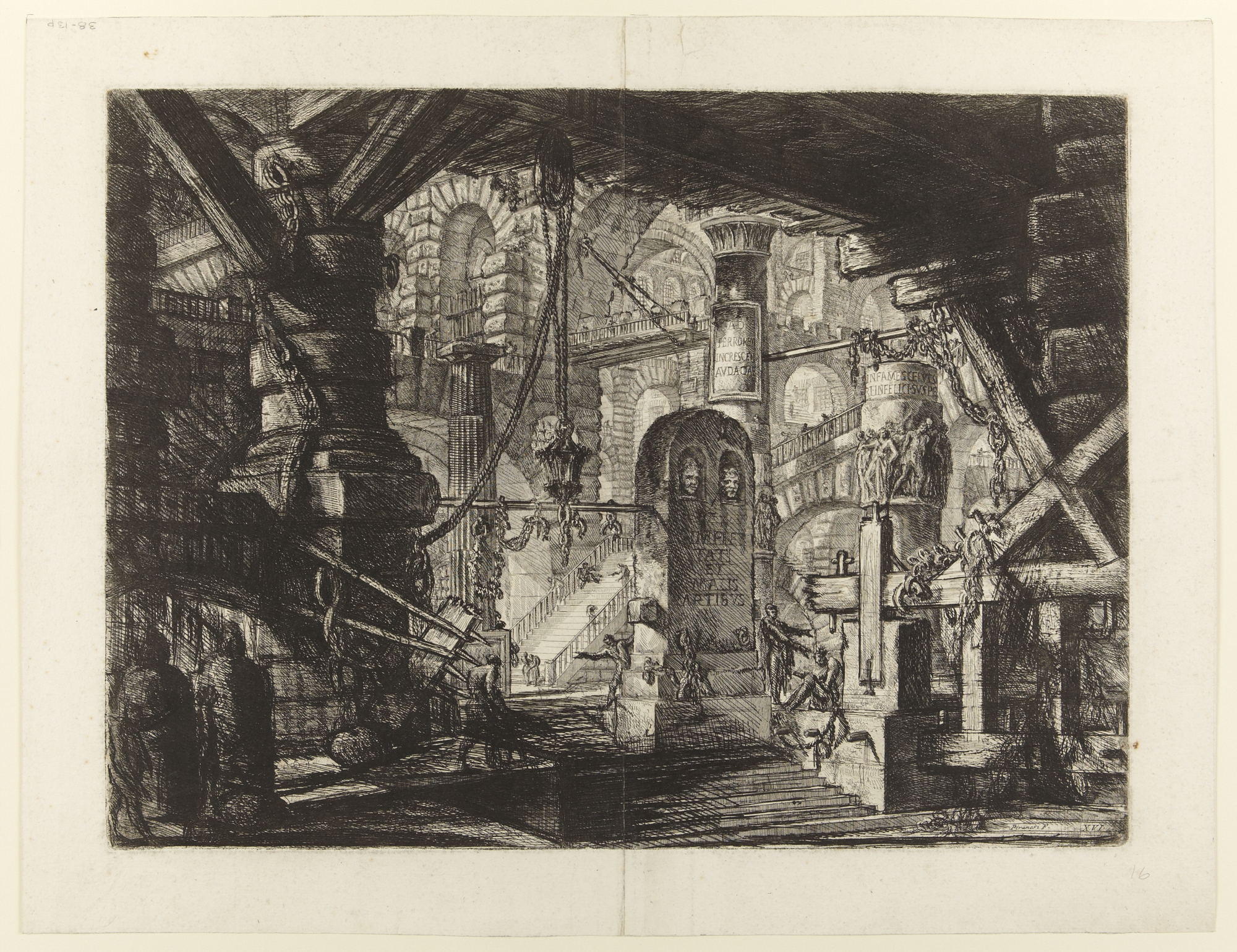
XVI

Cirka 1750 gav Piranesi ut en serie etsningar i stort format, 550x400 mm, under titeln Invenzioni capric di Carceri, 14 blad som visar påhittade ”fängelse”-interiörer, väldiga utrymmen sedda ur grodperspektiv och med enstaka små människofigurer som staffage som förstärker det monumentala intrycket. Cirka 1760 kom en ny, kraftigt omarbetad version, Carceri d’invenzioni, som dessutom hade utökats med två nya blad. Den nya utgåvan var mörkare, hade starkare effekter och innehöll många fler arkitektoniska element och lösa objekt. Piranesi experimenterade med nya tekniker och gjorde förändringar och nya tryck ända till ca 1775. Plåtarna fortsatte att användas långt efter Piranesis död 1778, med allt sämre tryckresultat. Hans senare berömmelse främst vilar på Carceri d’invenzioni från 1760 men för samtiden var han främst känd som skildraren av den historiska staden Rom.
Carceri visar interiörer från väldiga underjordiska salar. De är byggda av grovhuggen sten och grova bjälkar, ibland dekorerade med skulpturer och reliefer. Pelare, valv, trappor som ibland slutar i en mur, broar och burspråk – kanske vakttorn – fyller scenerierna som ofta öppnar sig mot andra liknande utrymmen längre och längre bort. I salarna finns stora hjul, rep, kedjor och andra föremål med oklar funktion, kanske tortyrredskap. På en bild syns rök. Små människogestalter rör sig i grupper. Bild II, som inte finns med i Invenzioni capric di Carceri, visar en man som torteras. Bortsett från denna tortyrscen verkar människorna inte vara fångar, såvida inte hela det väldiga (oändliga?) byggnadskomplexet är just ett fängelse. 
Scenerna är sedda ur ett lågt perspektiv som förstärker intrycket av väldighet. Piranesi använder inte renässansens centralperspektiv utan snedställer byggnaderna på ett sätt som var vanligt i senbarockens teaterscenerier och får på det viset fram flera siktlinjer i bilderna. Osynliga ljuskällor kastar sitt sken snett uppifrån. I samma bild kan förekomma flera olika perspektiv. Det framkallar en rumslig mångtydighet – eller omöjlighet – liknande dem man finner i M.C. Eschers och Oscar Reutersvärds ”omöjliga figurer”. Det är omstritt i vilken utsträckning dessa avvikelser från den ”pespektiviska” logiken var improviserade eller noggrant uttänkta.

Stilhistoriskt finns kopplingar till både senbarock och förromantik.

Carceri d’invenzioni, bild 2-16 (bild 1, se ovan)
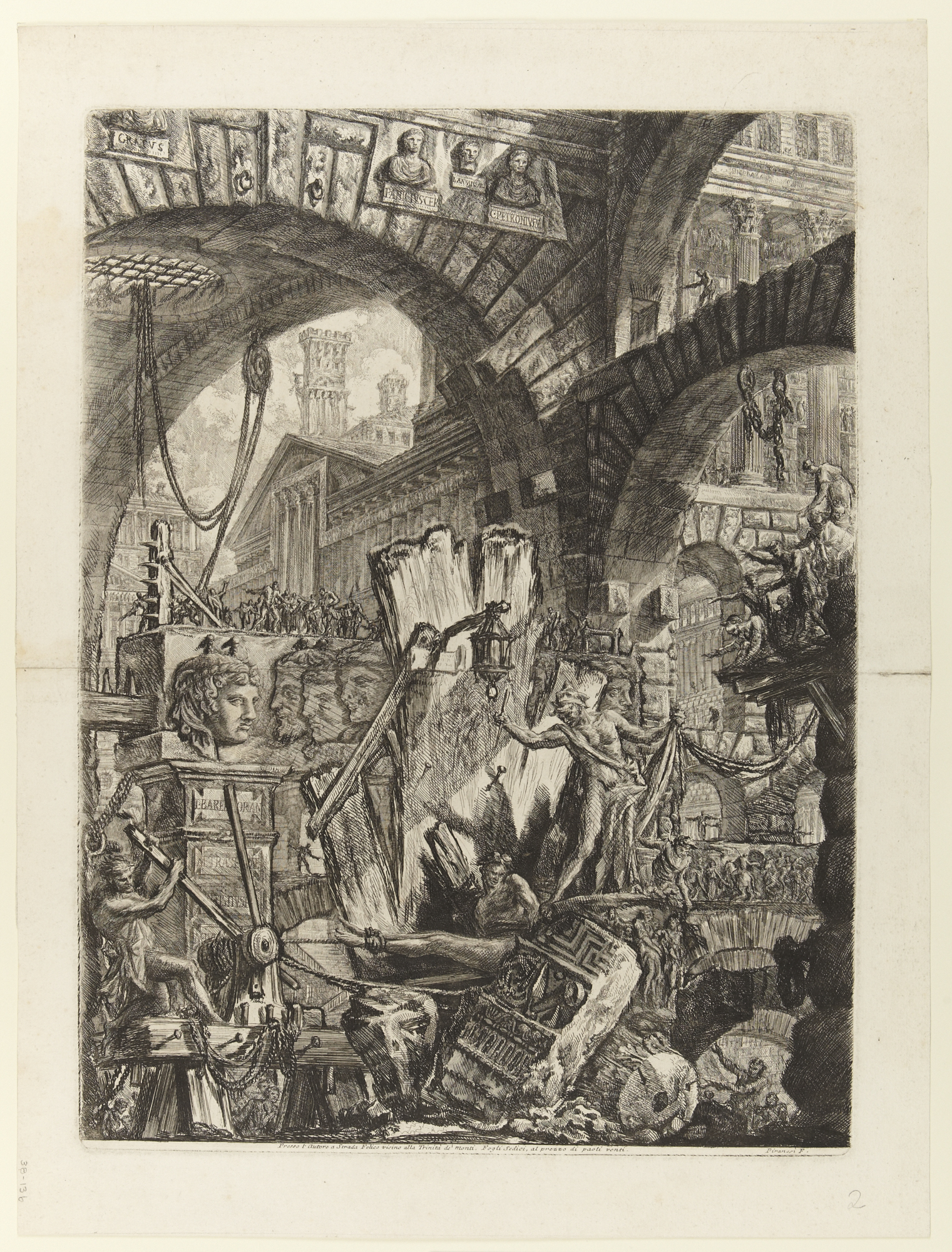
II (ej i Invenzioni capric di Carceri från 1750)
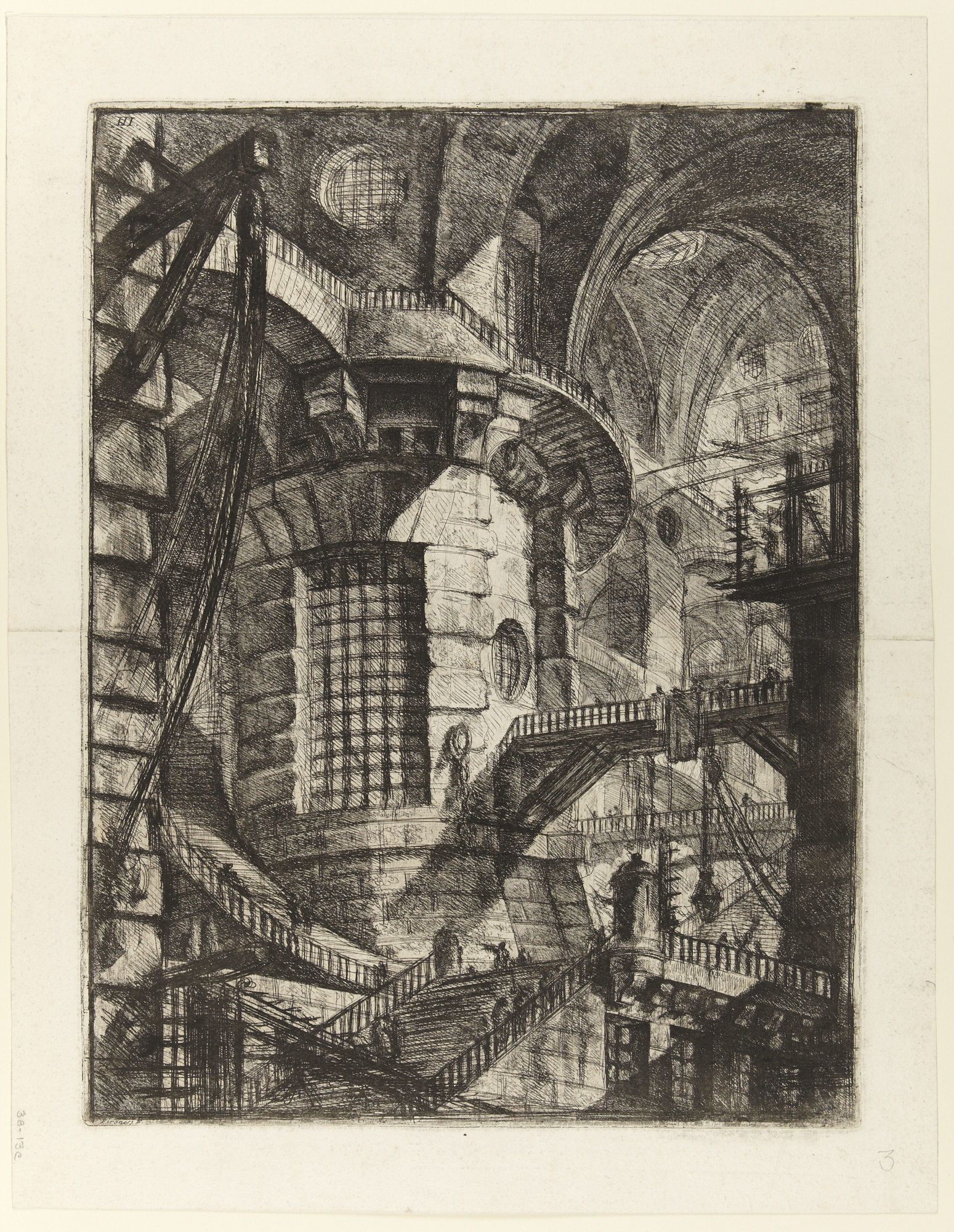
III
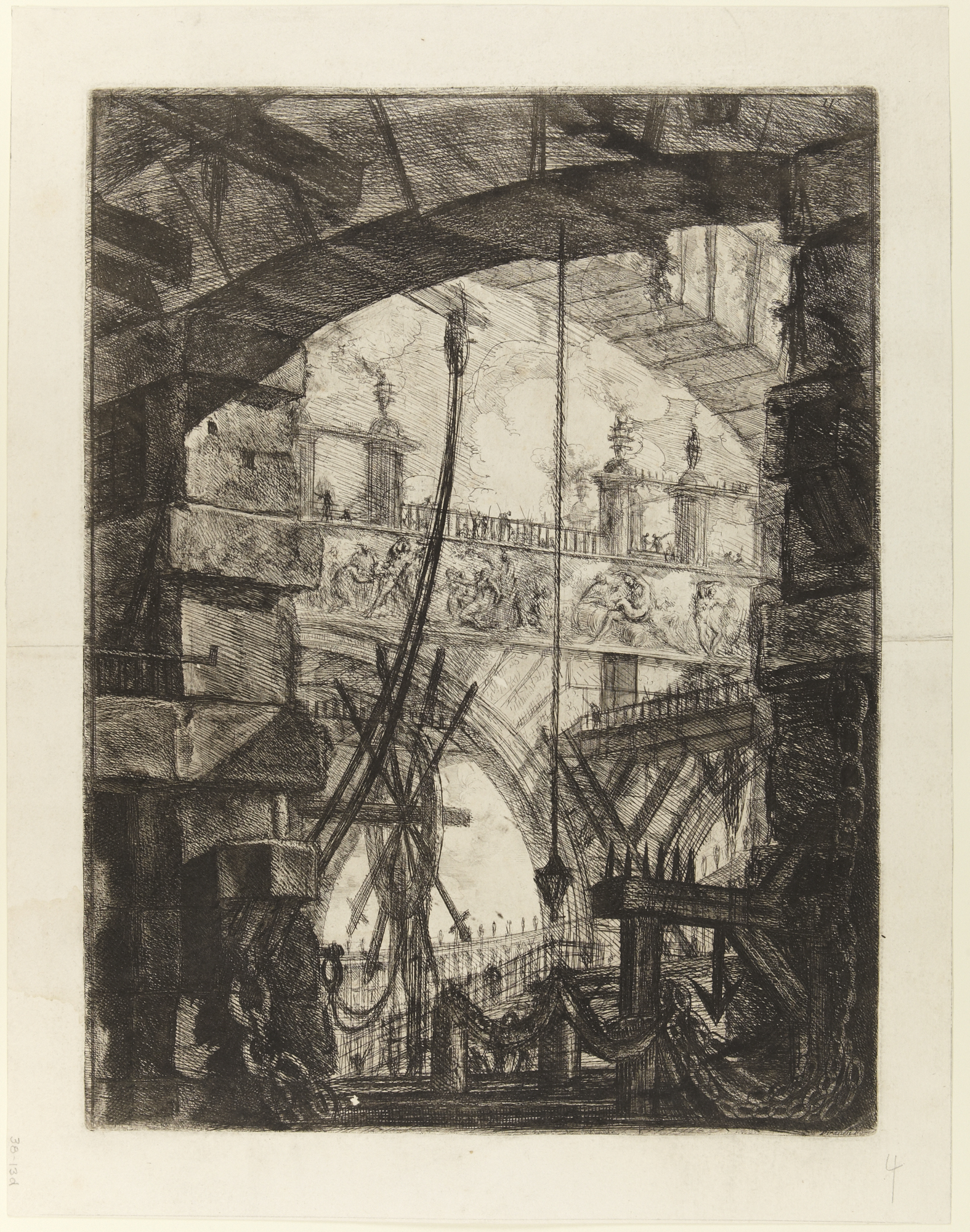
IV
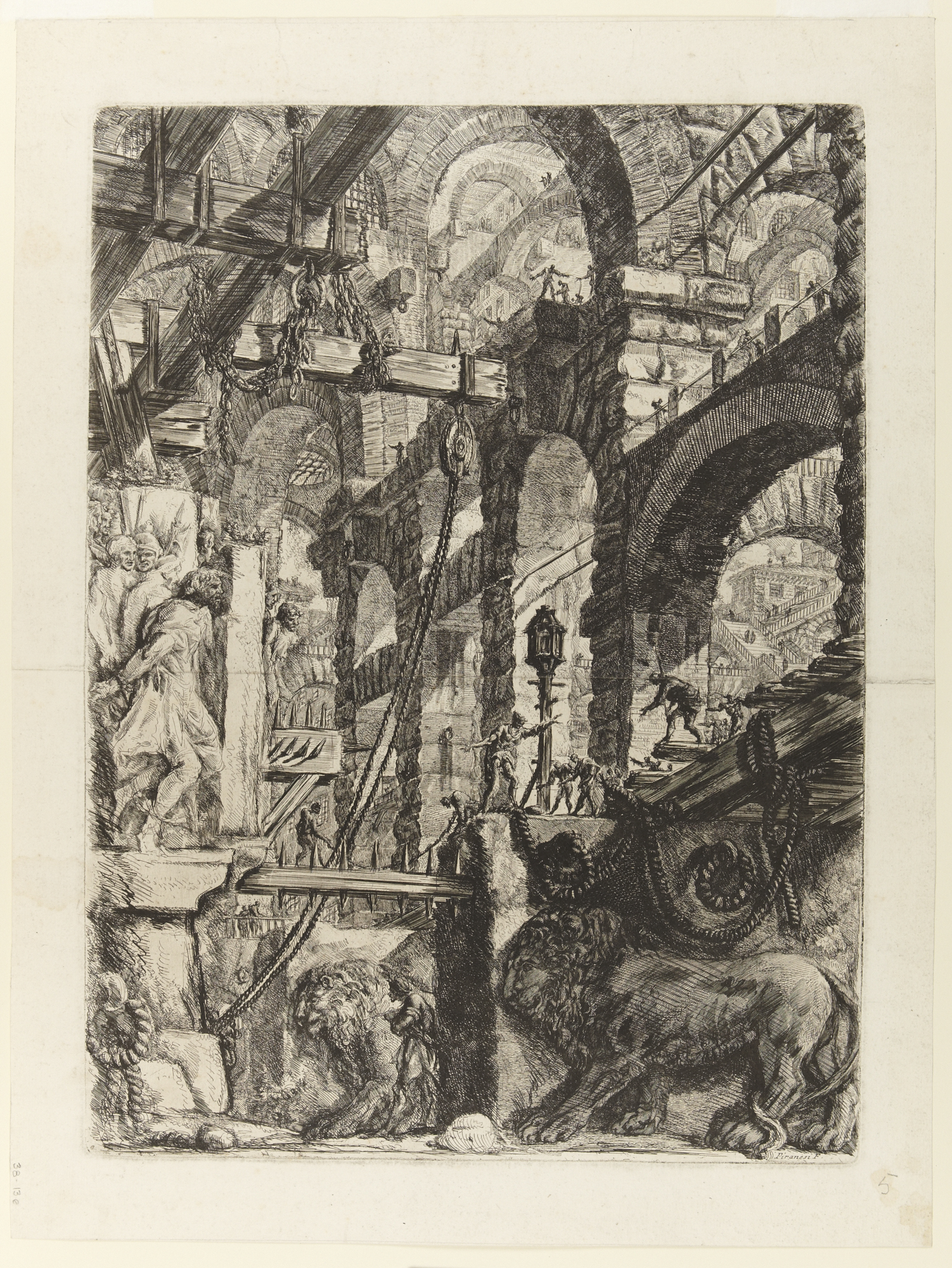
V (ej i Invenzioni capric di Carceri från 1750)
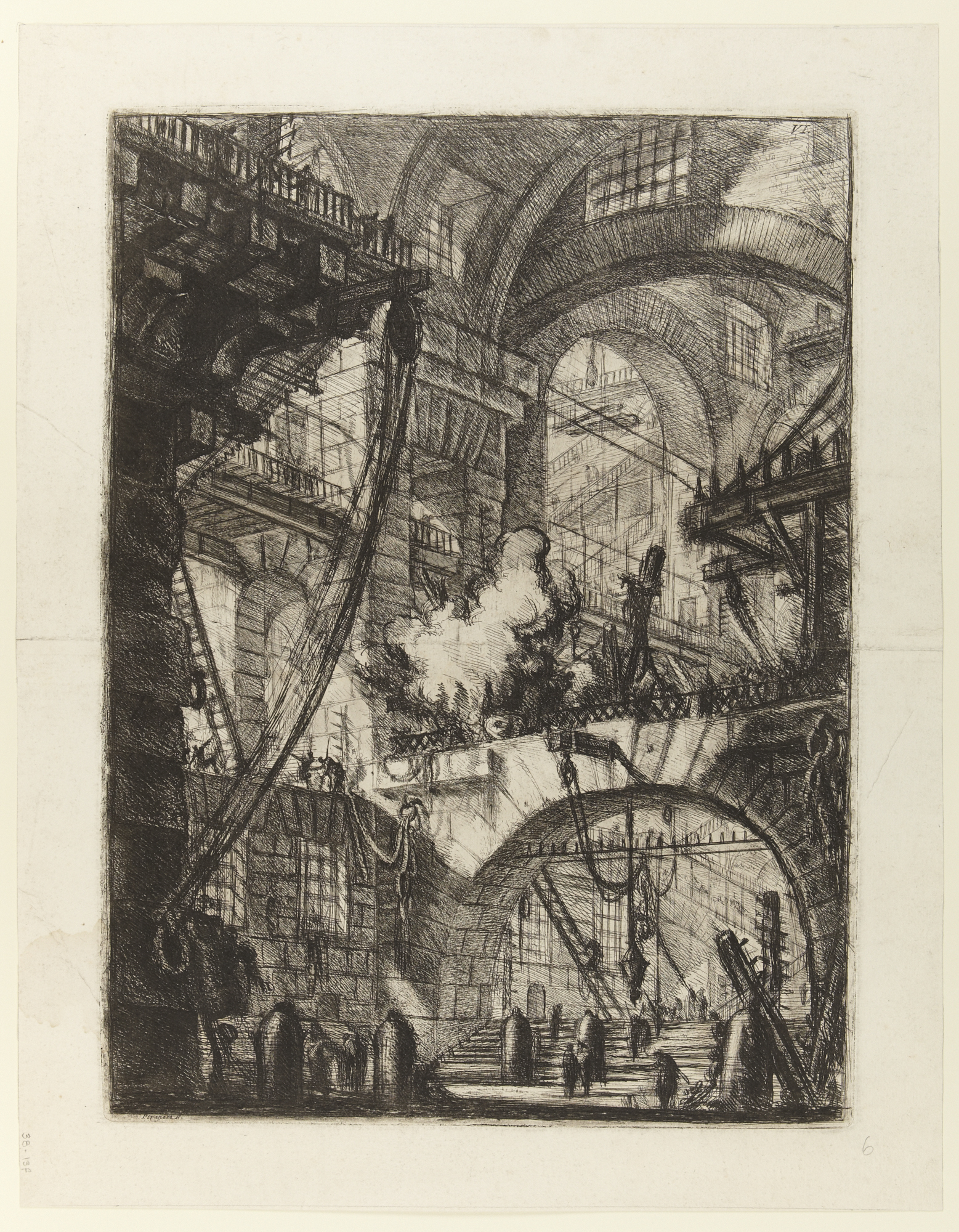
VI

- VI
- VIII
- IX
- X
- XI

- XII
- XIII
- XIV
- XV
- XVI

## Piranesis källor

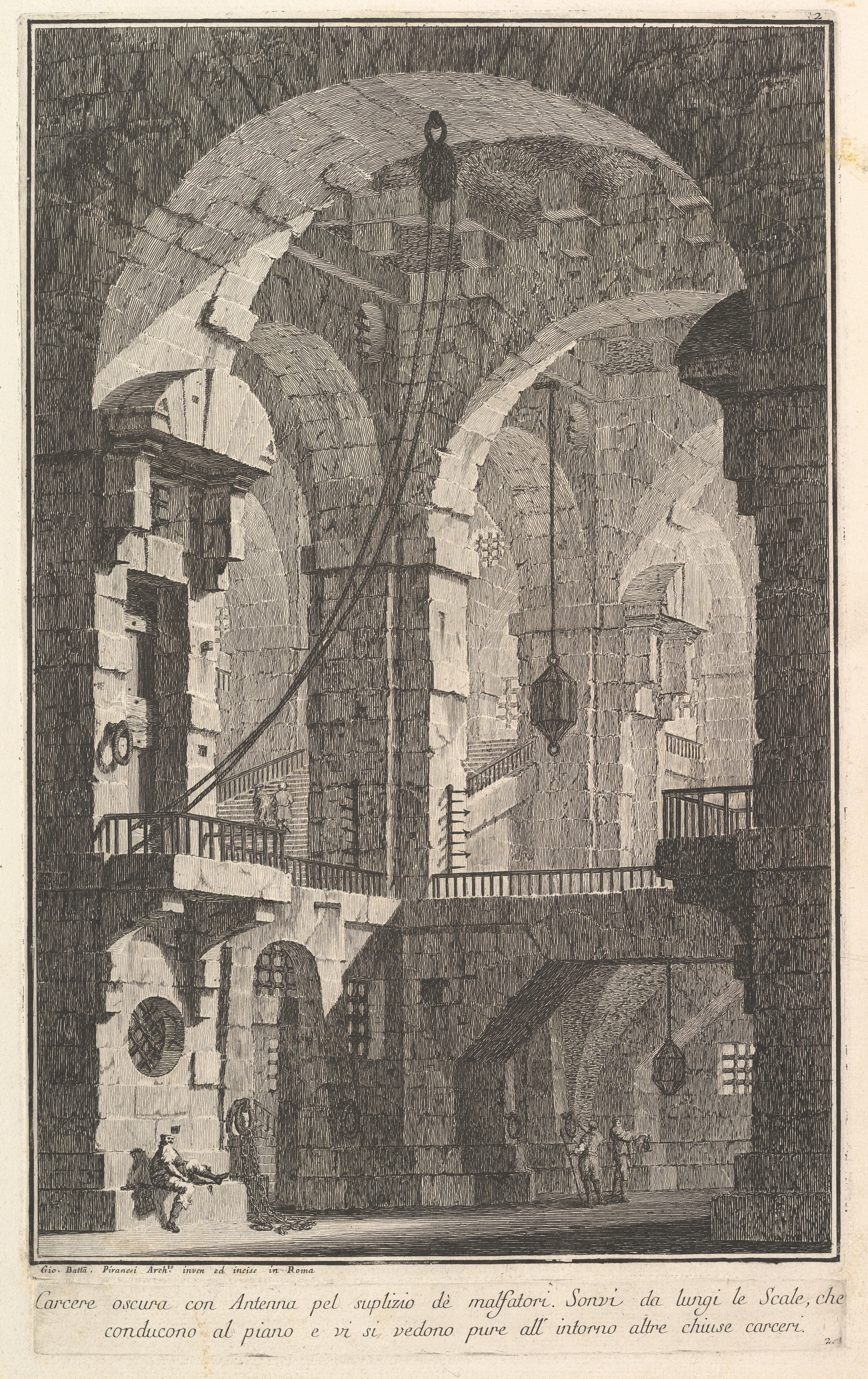
Piranesi, Carcere oscura (ca 1743)

Carceri tyder på teaterscenografen Giuseppe Bibienas inflytande. Etsningen Carcere oscura, ca 1743, kan ses som en förövning till Carceri d’invenzioni. Gestaltningen utgick från teaterns konventioner. Vinkelperspektivet och det infallande ljuset låter en massiv arkitektur framträda.
Carceri, version 2, uppvisar likheter med Rembrandts etsningsteknik.
Man vet inte vad som inspirerade Piranesi till Carceri d’invenzioni. Enligt en tradition drabbades Piranesi 1742 av malaria med feberdrömmar, men det finns inget styrker det antagandet. Det har föreslagits att droger, psykopati eller annan psykisk ohälsa ligger bakom bilderna, men inte heller det har kunnat styrkas.
Piranesi var en av sin tids främsta kännare av Roms både äldre och samtida arkitektur. I bilderna finns många detaljer som kan ha hämtats därifrån. Amfiteatrarnas underjordiska utrymmen eller underjordiska vattencisterner kan också ha inspirerat.

## Arvet efter Carceri
Det är svårt att avgöra vilken inverkan Carceri d’invenzioni haft på bildkonst och andra konstarter. Många kritiker har funnit likheter eller använt Carceri för att karaktärisera senare verk, men därav följer inte nödvändigtvis att de senare verken är influerade av Piranesis fängelsefantasier. Ibland är det dock uppenbart att så är fallet, framför allt när upphovspersonen själv framhåller Carceri.
Den engelske författaren Thomas De Quincey har starkt bidragit till att forma senare tiders tolkning av Carceri d’invenzioni, trots att han själv kanske aldrig såg bilderna. Hans självbiografiska verk Confessions of an English Opium-Eater (1822) innehåller ett kort avsnitt där De Quinceys vän och författarkollega Samuel Taylor Coleridge berättar för honom om Piranesis ”Dreams”, ”drömmar”. Redogörelsen innehåller avgörande felaktigheter. De Quincey såg stora likheter mellan Carceri och sina egna syner eller drömmar när han var påverkad av opium. Han upplevde en arkitektur med ”power of endless growth and self-reproduction”, byggnader som ständigt växte och förökades. Genom att kalla Carceri ”drömmar”, leddes tolkningen från en yttre till en inre verklighet. De Quincey, och andra efter honom, antog att Carceri framkallats av feberfantasier.
1900-talets psykoanalys kom att använda Carceri som en symbol för det omedvetna. Litteraturkritiker har ofta jämfört skönlitterära verk med Carceri. I båda fallen kan det ha varit De Quinceys Carceri som styrt tolkningen.

### Bildkonst
Det finns få kända bildkonstnärer som säkert kan sägas ha haft Carceri som förebild i sitt skapande, däremot har man ibland sett likheter mellan fängelsesviten och senare konst. Ett exempel är Francisco Goyas mardrömsvisioner (1797-1799). Man har också menat att Carceri med sina multipla perspektiv föregriper kubismen i början av 1900-talet. Den danske grafikern och tecknaren Palle Nielsens (1920-2000) storstadsvyer med till synes hemlösa människor har också jämförts med Carceri.

### Arkitektur
Piranesi kan ha influerat senare arkitekter med sina etsningar, både med Carceri och med bilderna från Rom, men det blir inte mer än spekulationer. Det finns likheter men därav följer inte nödvändigtvis påverkan. Exempel är tillbyggnaden av Newgatefängelset i London (1775) och Jeremy Benthams ”idealfängelse” Panoptikon (1790-talet).

### Scenografi
Piranesi studerade scenografi i Venedig och den venetianska teaterns snedperspektiv återfinns i Carceri. Piranesis bilder har i sin tur haft ett tydligt inflytande inom scenkonst och film. 
Ragnar Östberg hade som scenograf en av fängelsebilderna som förebild i operan Aida (1924).
Birgit Cullbergs balett Revolt sändes i svensk television 1973. Med baletten ville hon illustrera människans fångenskap, både konkret i fängelser och mer allmänt. Hon var inspirerad av en utställning av Piranesis tryck och lät dansarna röra sig framför projektioner (chroma key) av Carceri. Vinkelperspektivet i Piranesis etsningar gav särskilda dramatiska möjligheter.
Den dystopiska framtidsarkitekturen i Fritz Langs film Metropolis (1927) och Ridley Scotts Blade Runner (1982) för tankarna till Carceri. Filmen Rosens namn (1986) efter Umberto Ecos roman är ett annat exempel. Det inre av filmens så kallade bibliotekstorn var en tydlig parafras på ett par av Carceri-bladen.

## Citat
| ”                  | De magnifika trapporna leder ingenstans hän, valven uppbär inget annat än sin egen tyngd, hängbroarna skjuter rakt ut i luften, väggarna omsluter aldrig några riktiga rum, utan bara skenrum. Överallt öppnar sig nya fängelser.” [- - -] ”Det kusliga ligger [- - -] i den kalla likgiltighet som härskar i denna stenvärld. Människorna är inte fastkedjade, deras straff är att irra, likt skuggor, i en labyrintartad värld. | „ |
| – Ingrid Mesterton | |   |

| ”               | Det ligger något i Piranesis fängelsearkitektur något som pekar mot den hopplösa revolten, mot den totala pessimismen och frihetens omöjlighet. | „ |
| – Beate Sydhoff | |   |